# Auchenipterichthys
Auchenipterichthys är ett släkte av fiskar. Auchenipterichthys ingår i familjen Auchenipteridae.
Kladogram enligt Catalogue of Life:
| Auchenipterichthys | \| \| Auchenipterichthys coracoideus \| \| \| \| \| \| Auchenipterichthys longimanus \| \| \| \| \| \| Auchenipterichthys punctatus \| \| \| \| \| \| Auchenipterichthys thoracatus \| \| \| \| |
|                    | \| \| Auchenipterichthys coracoideus \| \| \| \| \| \| Auchenipterichthys longimanus \| \| \| \| \| \| Auchenipterichthys punctatus \| \| \| \| \| \| Auchenipterichthys thoracatus \| \| \| \| |
|                    | Ageneiosus |
|                    | |
|                    | Asterophysus |
|                    | |
|                    | Auchenipterus |
|                    | |
|                    | Centromochlus |
|                    | |
|                    | Entomocorus |
|                    | |
|                    | Epapterus |
|                    | |
|                    | Gelanoglanis |
|                    | |
|                    | Glanidium |
|                    | |
|                    | Liosomadoras |
|                    | |
|                    | Pseudauchenipterus |
|                    | |
|                    | Pseudepapterus |
|                    | |
|                    | Pseudotatia |
|                    | |
|                    | Tatia |
|                    | |
|                    | Tetranematichthys |
|                    | |
|                    | Tocantinsia |
|                    | |
|                    | Trachelyichthys |
|                    | |
|                    | Trachelyopterichthys |
|                    | |
|                    | Trachelyopterus |
|                    | |
|                    | Trachycorystes |
|                    | |
|                    | Auchenipterichthys coracoideus |
|                    | |
|                    | Auchenipterichthys longimanus |
|                    | |
|                    | Auchenipterichthys punctatus |
|                    | |
|                    | Auchenipterichthys thoracatus |
|                    | |

|  | Auchenipterichthys coracoideus |
|  |                                |
|  | Auchenipterichthys longimanus  |
|  |                                |
|  | Auchenipterichthys punctatus   |
|  |                                |
|  | Auchenipterichthys thoracatus  |
|  |                                |

## Bildgalleri

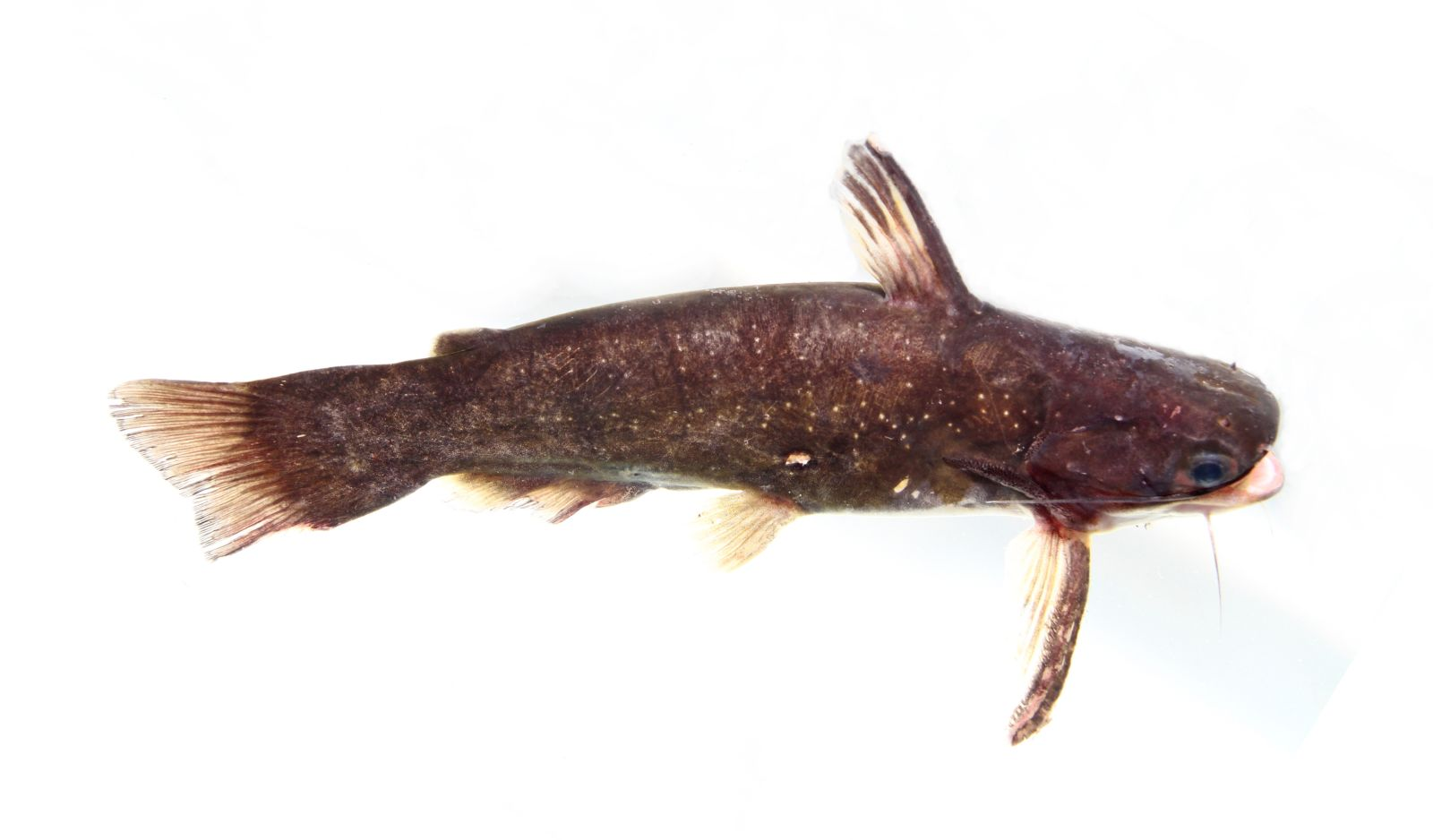